# Морось

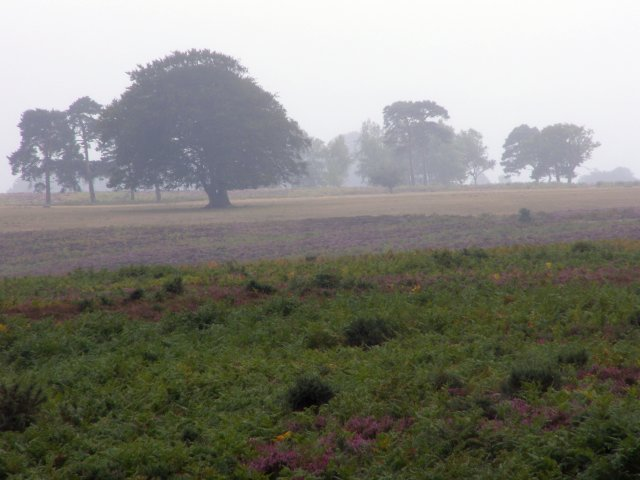
Морось/изморось

Мо́рось (и́зморось) — вид атмосферных осадков, мелкий дождь.
Представляет собой жидкие атмосферные осадки в виде мелких капель диаметром не более 0,5 мм, очень медленно выпадающих из слоистых и слоисто-кучевых облаков или тумана.
Скорость падения капель столь мала, что они кажутся взвешенными в воздухе. Интенсивность осадков, даваемых моросью, невелика и составляет 0,05—0,25 мм/ч.

## Названия
Для характеристики моросящих осадков в русском языке и местных диалектах существует множество особых наименований, которые способны обозначать тончайшие оттенки этого погодного явления. По понятным причинам большинство подобных слов локализованы на северо-западе России, где сам климат даёт массу поводов для подобных повседневных наблюдений. Так, для обозначения в общем сырой, промозглой погоды, сопровождающейся мельчайшим дождиком, обычно с туманом, в общеразговорном языке существуют понятия мокрядь и мокрень (морозга́ или моросейка), а в диалектном, прежде всего — ха́лепа. Сама же по себе морось имеет множество языковых и метеорологических градаций, среди которых чи́дега (иногда чи́нега или чемра́), также че́луга или челу́ха,:258 чи́чер, мороха́, ситуха, мелкий си́тник (или сито́вник), а также более распространённый бус или бусене́ц.